# Lucas Van Berkel
Lucas Joshua Van Berkel (Edmonton, 29 de novembro de 1991) é um jogador de voleibol canadense que atua na posição de central.

## Carreira

### Clube
Van Berkel competiu de 2009 a 2014 pela Universidade do Oeste da Trindade no voleibol universitário. Em 2014 o atleta se profissionalizou e foi disputar o campeoato sueco pelo Linköpings VC, com o qual conquistou o título do Campeonato Sueco e da Copa da Suécia, enquanto que na temporada seguinte se mudou para o campeonato checo após assinar com o Příbram VC.
Em 2016, o canadense fechou com o Volley Amriswil, da primeira divisão suíça, com o qual conquista o título do Campeonato Suíço, a Copa da Suíça e a Supercopa Suíça. No ano seguinte se transferiu para a Itália após fechar com o Monini Spoleto, enquanto que na temporada seguinte estreou no voleibol alemão após ser anunciado como o novo reforço do United Volleys Frankfurt.
Em 2019, o central representou as cores do Galatasaray, com a qual conquistou o título da Supercopa Turca. No ano seguinte voltou a atuar pelo campeonato alemão após assinar com o SWD Powervolleys Düren.
Na temporada 2021–22, permanecendo em solo alemão, assinou com o VfB Friedrichshafen, com a qual levanta a taça da Copa da Alemanha da temporada. Ao término da temporada, faz sua estreia pelo campeonato francês para disputar a Ligue A com o Tourcoing Lille Métropole.

### Seleção
Van Berkel estreou na seleção adulta canadense em 2012 pela Copa Pan-Americana. Sua próxima atuação com a seleção adulta foi na Liga Mundial de 2015, no Rio de Janeiro, onde a seleção canadense ficou em décimo quinta lugar. Em 2017 conquistou a medalha de bronze ao derrotar a seleção norte-americana por 3 sets a 1 na Liga Mundial de 2017, em Curitiba. No mesmo ano conquistou a medalha de bronze no Campeonato NORCECA ao derrotar a seleção mexicana por 3 sets a 1.
Em 2018 competiu a Liga das Nações, em Lille, onde ficou na sétima posição. No mesmo ano competiu o seu primeiro Campeonato Mundial, na Bulgária e Itália, ficando em nono lugar. Em 2019 participou de sua primeira Copa do Mundo, ficando em nono lugar.
Em 2021 disputou sua primeira Olimpíada, onde ficou na oitava posição nos Jogos Olímpicos de Tóquio.

## Títulos
Linköping VC
- Campeonato Sueco: 2014–15
- Copa da Suécia: 2014–15

Volley Amriswil
- Campeonato Suíço: 2016–17
- Copa da Suíça: 2016–17
- Supercopa Suíça: 2017

Galatasaray
- Supercopa Turca: 2019

VfB Friedrichshafen
- Copa da Alemanha: 2021–22

## Clubes
| Anos      | Clube                     |
| --------- | ------------------------- |
| 2014–2015 | Linköpings VC             |
| 2015–2016 | Příbram VC                |
| 2016–2017 | Volley Amriswil           |
| 2017–2018 | Monini Spoleto            |
| 2018–2019 | United Volleys Frankfurt  |
| 2019–2020 | Galatasaray               |
| 2020–2021 | SWD Powervolleys Düren    |
| 2021–2022 | VfB Friedrichshafen       |
| 2022–2023 | Tourcoing Lille Métropole |